# Ester (football)
Pour les articles homonymes, voir Ester.
Ester Aparecida dos Santos, née le 9 décembre 1982 à Guarulhos, communément connue sous le nom d'Ester, est une footballeuse brésilienne. Elle joue en tant milieu de terrain défensif pour des clubs tels que Chelsea de la FA WSL anglaise et BV Cloppenburg (en) de la Frauen-Bundesliga allemande. Ester fait partie de l'équipe nationale féminine de football du Brésil qui termine deuxième de la Coupe du monde de 2007 et des Jeux olympiques d'été de 2008.

## Carrière
Ester commence à jouer lorsqu'elle est enfant dans son quartier près de l'aéroport international de São Paulo-Guarulhos. Elle signe avec le Clube Atlético Juventus après un essai, puis rejoint le Santos FC.
En 2007, Ester joue pour CEPE-Caxias à Rio de Janeiro. Elle rejoint Santos en janvier 2008.
Lors du Draft international de la WPS de 2008, Ester est sélectionnée par le Sky Blue FC aux côtés de sa compatriote Rosana, mais elle ne rejoint pas l'équipe. Au lieu de cela, Ester remporte la Copa Libertadores Femenina avec Santos en 2009 et 2010.
Ester fait partie des joueuses brésiliennes de l'équipe championne russe WFC Rossiyanka en 2012, elle joue lors de la défaite en Ligue des champions féminine de l'UEFA face à Turbine Potsdam.
En 2013, Ester fait un total de 10 apparitions en FA WSL pour Chelsea, avant de partir pour le club de Bundesliga BV Cloppenburg (en) en septembre 2013.

### Carrière internationale
Ester est appelée dans l'équipe nationale féminine de football du Brésil en 2003. Elle gagne sa place au milieu de terrain lors des Jeux panaméricains de 2007 au Brésil. Elle conserve sa place de milieu de terrain défensif de l'équipe pour la Coupe du Monde Féminine de 2007.
Ester participe à la Coupe du monde féminine de 2011 ainsi qu'aux Jeux olympiques d'été de 2008 et 2012. Au début du tournoi à Londres, elle compte 56 sélections et un but pour l'équipe nationale.